# Maximilian Rösler
Maximilian Rösler (* 11. Dezember 1872 in Nieda; † 14. Februar 1945 in Löwenberg in Schlesien) war ein deutscher römisch-katholischer Geistlicher und Märtyrer.

## Leben
Maximilian Rösler wurde am 21. Juni 1899 in Breslau zum Priester geweiht. Die Stationen seines Wirkens waren: Kaplan in Freiburg in Schlesien, ab 1902 in Neumarkt in Schlesien und ab 1905 Pfarrer in Zobten am Bober (polnisch: Sobota, heute Ortsteil von Löwenberg in Schlesien).
Nach der Machtergreifung durch die Nationalsozialisten 1933 riss Pfarrer Rösler Wahlplakate der NSDAP ab. Er wurde von der Gestapo angezeigt und vom Regierungspräsidium verwarnt.
Als im Februar 1945 die Rote Armee anrückte und Zobten geräumt wurde, blieb er bei den Alten und Kranken im Ort. Dort wurde er am 14. Februar 1945 von einem russischen Soldaten erschossen. Er war 72 Jahre alt.

## Gedenken
Die Römisch-katholische Kirche in Deutschland hat Maximilian Rösler als Märtyrer aus der Zeit des Nationalsozialismus in das deutsche Martyrologium des 20. Jahrhunderts aufgenommen.